# Dmitri Dmitrijewitsch Marfinski
Dmitri Dmitrijewitsch Marfinski (russisch Дмитрий Дмитриевич Марфинский, englische Transkription: Dmitry Marfinsky; * 26. August 1989) ist ein russischer Tennisspieler.
Er wird auf der ATP-Homepage als inaktiv geführt.

## Karriere
Dmitri Marfinski spielt hauptsächlich auf der ITF Future Tour. Dort gelangen ihm aber bislang keine Titel. Auf der ATP Challenger Tour spielte er nur wenige Turniere (meist mit einer Wildcard ausgestattet), konnte aber noch kein Match gewinnen.
Seinen bislang einzigen Auftritt auf der ATP World Tour hatte er zusammen mit Sergei Strelkow im Doppel bei den St. Petersburg Open im September 2013. Sie verloren dort ihre Erstrundenpartie gegen Samuel Groth und Chris Guccione mit 3:6 und 2:6.
Seit 2013 hat er nur an vier Futures teilgenommen, das letzte im Mai 2015. Zuletzt wurde er im Mai 2014 in der Tennisweltrangliste geführt.